# Branislav Baláž
Branislav Baláž (* 24. března 1967) je bývalý slovenský fotbalista.

## Fotbalová kariéra
V československé lize hrál za TJ Spartak TAZ Trnava. V československé lize nastoupil v 1 utkání.

## Ligová bilance
| Ročník                                   | Zápasy | Góly | Minuty | Klub                  |
| ---------------------------------------- | ------ | ---- | ------ | --------------------- |
| 1. československá fotbalová liga 1987/88 | 1      | 0    | 2      | TJ Spartak TAZ Trnava |
| CELKEM                                   | 1      | 0    | 2      |                       |